# Mozart (Suppè)
Mozart ist ein sog. Künstlerlebensbild (eine der vielen Bezeichnungen für Stücke aus dem Alt-Wiener Volkstheater). Den Text zu dem Stück in vier Akten verfasste Leonhard Wohlmuth. Franz von Suppè schrieb dazu eine Begleitmusik, in welcher er hauptsächlich Musik von Mozart selbst verwendete, aber auch einige eigene Beiträge hinzufügte. Die vorangestellte Ouvertüre ist ausschließlich mit originalen Themen Mozarts gestaltet. Die Uraufführung fand am 23. September 1854 im Theater an der Wien statt.

## Inhalt
Das Stück schildert vier Episoden aus dem Leben Mozarts, in jedem Akt jeweils eine.
Der erste Akt handelt davon, dass sich der junge Mozart unter der Kuratel des Fürsterzbischofs von Salzburg nicht weiterentwickeln könne.
Im zweiten Akt verliebt er sich in seine Constanze.
Der dritte Akt handelt von der von Salieri boykottierten Uraufführung von Figaros Hochzeit, von der Unterstützung Mozarts durch Haydn und Kaiser Josef II., Mozarts Plänen zum Don Giovanni, Schikaneders Besuch und den Plänen, eine deutsche Oper mit dem Namen Die Zauberflöte zu schreiben, und zuletzt noch dem mysteriösen Besuch eines Unbekannten mit dem Auftrag, ein Requiem zu schreiben.
Im vierten Akt ist Mozart nur noch ein Schatten seiner selbst, er arbeitet im wahrsten Sinne fieberhaft am Requiem mit dem einzigen Wunsch, es zu vollenden, um mit dem gestorbenen Kaiser wieder vereint zu sein. Und tatsächlich stirbt er dann nach einer langen Rede über die Arbeit an diesem Werk.

## Anmerkung
Dieses Kind des Wiener Volkstheaters ist keinesfalls mit dem Stück Amadeus von Peter Shaffer und dem gleichnamigen Film zu vergleichen, obwohl es zum Teil die gleichen Episoden erzählt. Die Geschehnisse werden vor allem in den ersten drei Akten nur erzählt oder sind mit Dialogen überfrachtet. Etwas Abwechslung bringt der dritte Akt mit seinen zahlreichen Auftritten und dramatisch wird naturgemäß nur der vierte Akt.

## Musik
Seit Mai 2022 gibt es von der Musik zu diesem Stück eine CD (siehe Tonträger). Suppès Musik ist eine Begleitmusik, d. h. einzelne Szenen werden melodramatisch untermalt, etwa wie in der heutigen Filmmusik. Herausgehoben neben der Ouvertüre ist die Überleitung zum zweiten Akt, welche Suppè mit einem 9-minütigen Concertino gestaltet. Der Komponist verwendete einige Liebesthemen, insbesondere aus der Entführung aus dem Serail und Don Giovanni, und kreiert mit unzähligen Variationen ein kleines Violinkonzert. Beachtenswert sind die Aphorismen, in denen versinnlicht wird, wie Mozart die Motive zur Zauberflöte entwickelt. Hierzu vergleichbar, wenngleich düsterer, verwebt Suppè in der Requiem-Szene die Sätze Tuba mira und Lacrimosa ineinander.
Das Stück wurde 2022/23 szenisch in englischer Sprache von der Theatergesellschaft Trivial Muffin in verschiedenen belgischen Orten aufgeführt (siehe Weblinks).

## Tonträger
- Franz von Suppè: Mozart – Incidental Music, Label Naxos, Janáček Philharmonic Orchestra, Dario Salvi, Violine Julie Svěcená.